# Владивостокский океанариум
Владивосто́кский океана́риум «Аквами́р» (Морской Музей ТИНРО-Центра, Vladivostokskii Oceanarium, Marine Museum TINRO) — морской музей, включающий в себя сухую и живую экспозиции, является одной из достопримечательностей Владивостока.
Управляется городским муниципальным унитарным предприятием «Аквамир», созданным в 1999 году. Здание океанариума и часть аквариумов принадлежат МУПВ «Аквамир», на балансе ФГУП «ТИНРО-Центр» по-прежнему остаются аквариальные системы и оборудование.
Имеет два экспозиционных зала общей площадью более 1500 м². В витринах представлены коллекции морских раковин, кораллов, губок, рыб и других морских животных. Есть и уникальные экспонаты: череп морской (стеллеровой) коровы, зародыш калана-альбиноса, рыбы и птицы тропиков, пингвины и другое. В большом круглом зале в 13-ти аквариумах размещены обитатели пресноводных водоёмов Дальнего Востока, залива Петра Великого, тропических морей. В четырёх холодноводных аквариумах размещены обитатели Японского и Охотского морей.
Океанариум был построен в 1990 году по проекту института «Приморгражданпроект», первых посетителей принял 12 июля 1991 года, в День рыбака.
Техническое оборудование было поставлено и смонтировано японской фирмой «НИТИРО Корпорейшн». Имеется 29 стационарно установленных аквариумов с объёмом воды от 4 до 30 тысяч литров, также около 40 аквариумов размещены в экспозиции и лабораториях океанариума.
Всего в океанариуме содержится около 120 видов морских животных (более 2 тысяч экземпляров).
Находится по адресу: ул. Батарейная, 4 (район Спортивной набережной).

## Галерея

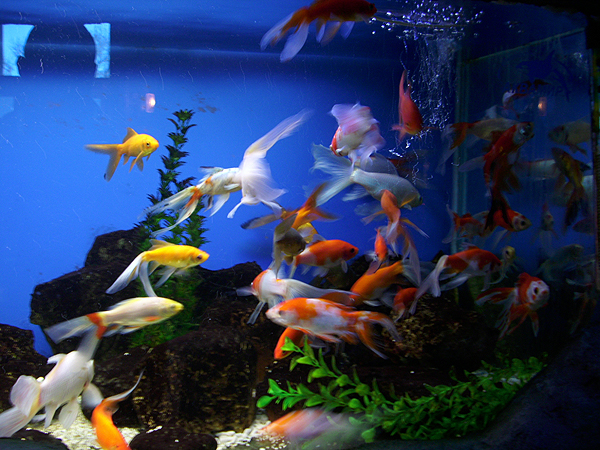
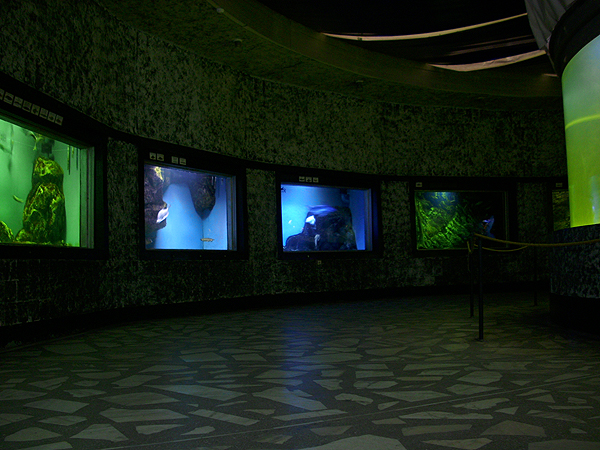
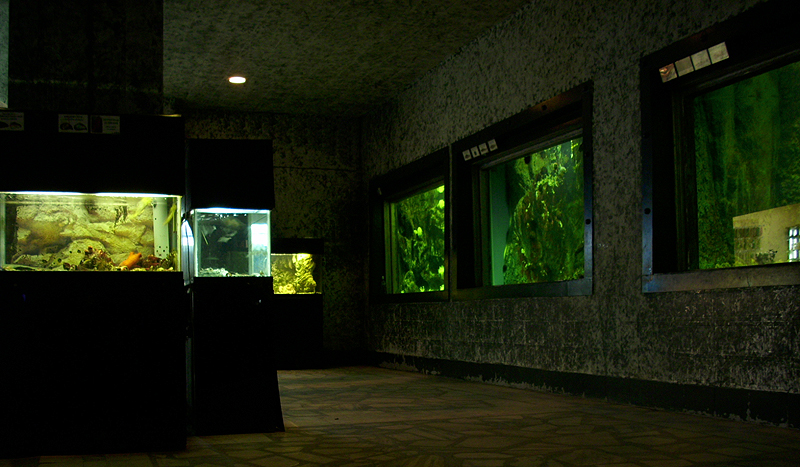